# Pachymerium idium
Pachymerium idium är en mångfotingart som beskrevs av Chamberlin 1960. Pachymerium idium ingår i släktet Pachymerium och familjen storjordkrypare. Inga underarter finns listade i Catalogue of Life.